# 1959 års folkomröstningar i Schweiz
1959 års folkomröstningar i Schweiz ägde rum 1 februari och 24 maj 1959. Den första gällde införandet av kvinnlig rösträtt, och den följande, som ägde rum 24 maj, gällde ett tillägg i konstitutionen angående civilskydd.
Den första omröstningen var den första i frågan om kvinnlig rösträtt i Schweiz. Kvinnorörelsen i Schweiz hade vid denna tidpunkt begärt kvinnlig rösträtt i över sextio år, och Schweizerische Aktionskomitee für Frauenstimmrecht (SVF) hade aktivt verkat för det sedan andra världskrigets slut 1945.  När kvinnor inkluderades i civilförsvarslagen i folkomröstningen 1957, blev frågan återigen aktuell, och Unterbäch hade tillåtit kvinnor att delta i omröstningen som en demonstration av stöd, även om deras röster inte kunde räknas. Den 26 juni 1958 hade kvinnlig rösträtt på kommunal nivå införts i kantonen Riehen, och andra följde. Under 1958 godkändes kvinnlig rösträtt i båda karmarna av parlamentet, och en folkomröstning hölls därför i frågan innan ett beslut kunde fattas.
Omröstningen om kvinnlig rösträtt slutade i en seger för Nej-sidan med 67 procent av rösterna. Den följdes av en andra omröstning 1971.
Den andra omröstningen, om civilskyddslagen, slutade i en seger för Ja-sidan med 62 procent av rösterna. 